# Patentberühmung
Die Patentberühmung ist ein Begriff aus dem deutschen Patentrecht.
Wer Gegenstände mit einem Hinweis versieht, der den Eindruck erweckt, der Gegenstand sei durch ein Patent oder eine Patentanmeldung geschützt, berühmt sich eines Patentes oder einer Patentanmeldung. § 146 des Patentgesetzes regelt die Auskunftspflicht desjenigen, der sich eines Patents berühmt. Demnach hat derjenige, der sich eines Patentes oder einer Patentanmeldung berühmt, auf Verlangen mitzuteilen, auf welches Patent bzw. welche Patentanmeldung sich die Berühmung bezieht. Der Auskunftsanspruch kann gerichtlich gesondert oder im Wege eines Wettbewerbsprozesses gemeinsam mit wettbewerbsrechtlichen Ansprüchen geltend gemacht werden.
Ein Patentinhaber ist berechtigt, darauf hinzuweisen, dass er Inhaber eines Patents oder mehrerer Patente sei. Der Patentinhaber darf auch auf seine Absicht hinweisen, diese Patente im Falle einer Verletzung durchzusetzen. Dieser zulässige Hinweis kann jedoch wegen seines konkreten Inhalts oder wegen der Begleitumstände seiner Verwendung als Verstoß gegen das Gesetz gegen den unlauteren Wettbewerb rechtlich zu beanstanden sein.
Eine ungerechtfertigte Patentberühmung ist in der Regel wettbewerbswidrig.